# Paulo Dybala
Paulo Bruno Exequiel Dybala (* 15. November 1993 in Laguna Larga, Departamento Río Segundo) ist ein argentinischer Fußballspieler. Der Stürmer steht in Diensten der AS Rom. Sein Spitzname lautet La Joya (spanisch für Das Juwel). Mit Juventus Turin gewann er fünfmal die italienische Meisterschaft, viermal den italienischen Pokal sowie dreimal den italienischen Supercup. Mit der argentinischen Nationalmannschaft wurde er 2022 Weltmeister.

## Herkunft und Familie
Paulo Dybala wurde in Laguna Larga, einer kleinen Stadt in der zentralargentinischen Provinz Córdoba geboren. Er ist polnischer und italienischer Abstammung. Sein Großvater väterlicherseits floh während des Zweiten Weltkriegs aus Polen nach Argentinien, während seine Großmutter mütterlicherseits aus dem Großraum Neapel stammt. Sein Vater starb, als Dybala 15 Jahre alt war. Neben der argentinischen besitzt er auch die polnische und die italienische Staatsbürgerschaft, weshalb er auch die Möglichkeit hatte, für die polnische und die italienische Nationalmannschaft aufzulaufen. Er entschied sich jedoch für die Nationalmannschaft seines Geburtslandes, da er sich als Argentinier fühle und es immer sein Traum gewesen sei, für die argentinische Auswahl zu spielen. Dybala ist seit dem 31. Oktober 2023 mit dem argentinischen Model Oriana Sabatini verlobt. Im Juli 2024 heirateten er und Sabatini.

## Karriere

### Instituto Córdoba
Paulo Dybalas Vater fuhr seinen Sohn jeden Tag zum Trainingsgelände von Instituto Atlético Central Córdoba, einem Sportverein aus der Provinzhauptstadt Córdoba. Nach dem Tod seines Vaters spielte er noch ein halbes Jahr in Laguna Larga und wechselte daraufhin in eine Pension am Ausbildungsgelände seines Jugendklubs. Dybala wurde 2011 von seinem Jugendverein in die Profiabteilung übernommen. In seiner Premierensaison erzielte er in 38 Spielen 17 Tore.

### US Palermo
Im Sommer 2012 wechselte Dybala zum italienischen Serie-A-Club US Palermo. Zunächst kam er nur als Einwechselspieler zum Einsatz; am Ende der Spielzeit 2012/13 stand zudem der Abstieg in die Serie B. In der folgenden Zweitligasaison kam er öfter zum Einsatz und stieg als Meister wieder in die Serie A auf. Dabei erzielte er fünf Tore. Seine Mannschaftskollegen Abel Hernández und Kyle Lafferty erzielten derweil insgesamt 26 Tore und trugen somit zum Aufstieg der Sizilianer in die Serie A bei. Beide verließen nach dem Aufstieg den Klub, und Trainer Giuseppe Iachini setzte Dybala ab Beginn der folgenden Serie-A-Spielzeit als einzige Sturmspitze in einem 4-2-3-1-System ein. Dabei ließ er sich gerne auf den rechten Flügel fallen. In 34 Partien in der Spielzeit 2014/15 erzielte er 13 Tore, alle mit dem linken Fuß, und war mit zehn Vorlagen der beste Torvorbereiter der Liga.

### Juventus Turin
Ab dem 1. Juli 2015 spielte Dybala für Juventus Turin. Er traf erstmals in der Liga für Juventus am 30. August 2015 im Spiel gegen die AS Rom mit dem Treffer zum 2:1-Endstand in der 87. Minute. Sein erstes internationales Tor für den italienischen Rekordmeister erzielte er am 23. Februar 2016 gegen den FC Bayern München im Achtelfinale der Champions League. 2016 wurde er erstmals für den Ballon d’Or nominiert. In seiner ersten und zweiten Saison wurde er mit Juventus jeweils italienischer Meister. In der Liga war er im ersten Jahr mit 19 Toren zweitbester Torschütze hinter Gonzalo Higuaín, in der Saison 2016/17 erzielte er elf Treffer in der Serie A.
Nachdem Paul Pogba Juventus im Jahr 2016 verlassen hatte, wurde Dybala die Rückennummer 10 angeboten. Er behielt aber zunächst seine Rückennummer 21 und trug die Nummer 10 dann schließlich ab Saisonbeginn 2017/18.
Seinen bis zum Sommer 2022 laufenden Vertrag verlängerte Dybala nicht, da seine Position im Verein durch die Verpflichtung von Dušan Vlahović laut Geschäftsführer Maurizio Arrivabene an Bedeutung verloren hatte.

### AS Rom
Zur Saison 2022/23 wurde Paulo Dybala von der AS Rom verpflichtet.
Mit der Roma verlor er das Finale der UEFA Europa League 2022/23 gegen den FC Sevilla.

### Nationalmannschaft Argentiniens

#### WM in Russland
Bei der Fußball-Weltmeisterschaft 2018 in Russland gehörte Dybala zum argentinischen Aufgebot. Sein WM-Debüt gab er im zweiten Gruppenspiel, in dem Argentinien 0:3 gegen Kroatien unterlag. Dabei wurde er in der 68. Minute für Enzo Pérez eingewechselt. Dies war sein einziger Auftritt im Turnier, nachdem Argentinien am 30. Juni nach einer 3:4-Niederlage gegen Frankreich im Achtelfinale ausschied.

#### WM 2022
Bei der Fußballweltmeisterschaft 2022 wurde er gegen Kroatien und Frankreich (verwandelte im Elfmeterschießen) eingewechselt.

#### Copa América
Dybala spielte bei der Copa América 2019 in Brasilien. Im Spiel um Platz 3 gewann Dybala mit Argentinien gegen den Titelverteidiger Chile mit 2:1 und schoss dabei das zweite Tor. Dybala gewann mit Argentinien in diesem Jahr zum zweiten Mal den Superclásico de las Américas (2017, 2019) gegen Brasilien.

## Erfolge

### Nationalmannschaft
- Weltmeister: 2022
- Finalissima-Sieger: 2022

### Verein
US Palermo
- Italienischer Zweitligameister: 2014

Juventus Turin
- Italienischer Meister (5): 2016, 2017, 2018, 2019, 2020
- Italienischer Pokalsieger (4): 2016, 2017, 2018, 2021
- Italienischer Supercupsieger (3): 2015, 2018, 2020

### Auszeichnungen
- Team des Jahres der Serie A (4): 2016, 2017, 2018, 2020
- Torschützenkönig der Coppa Italia (1): 2016/17
- Serie-A-Spieler der Saison: 2019/20
- Spieler des Monats der Serie A (5): Juli 2020, November 2023, Februar 2024, April 2024, Dezember 2024